# Der Sündenbock (1959)
Der Sündenbock ist eine britische Kriminalkomödie aus dem Jahre 1959 von Robert Hamer mit Alec Guinness in der Titel- bzw. einer Doppelrolle und Bette Davis in einer der weiblichen Hauptrollen. Die Geschichte basiert auf dem gleichnamigen Roman von Daphne du Maurier.

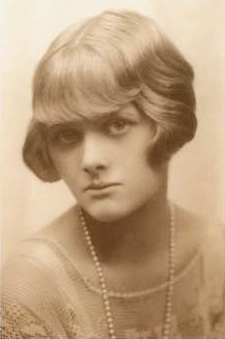
Schrieb 1957 die Romanvorlage zu diesem Film: Daphne du Maurier

## Handlung
John Barratt, ein englischer Französischlehrer, unterrichtet an einem kleinen Gymnasium in der britischen Provinz. Sein alljährlicher Urlaub in Frankreich steht an, den der vereinsamte Junggeselle auch dafür benutzt, um über sein nicht eben aufregendes Leben nachzudenken. Als er am Abend seines ersten Urlaubstages von einem ihm fremden Mann verfolgt wird, flüchtet er sich in die nächste französische Kneipe. Der Verfolger kommt hinzu und spricht John auf seine große Ähnlichkeit mit sich selbst an. Der Fremde stellt sich vor: er heißt Jacques De Gué und ist ein Landadeliger vom Scheitel bis zur Sohle und mit beträchtlichem Gutsbesitz. Seine Familie auf dem Stammsitz Schloss St. Gilles betreibt mehr schlecht als recht eine Glasbläserei. Monsieur le Comte verleitet John zum übermäßigen Trinken, sodass sich rasch die Zunge des Engländers löst. John erzählt, er sei ledig, ohne Familie und frustriert von der Sinnlosigkeit und Leere seines Lebens. Als Jacques erfährt, dass John noch keine Unterkunft hat, schlägt der Franzose dem Briten vor, im Hotel der de Gués zu übernachten. Da das Hotel ausgebucht ist, bringt Graf Jacques seinen Doppelgänger kurzerhand anderweitig unter. John ist schon etwas angetrunken, als ihm Jacques ein letztes Glas Champagner reicht, ohne dass John bemerkt, dass der Franzose ein Schlafmittel zugefügt hat. Selig schläft John ein.
Als John am nächsten Morgen aufwacht, ist er erstaunt, dass er in einem fremden Pyjama in einem fremden Bett in einem fremden Gebäude aufwacht. Sein generöser Gastgeber Jacques scheint wie vom Erdboden verschluckt. Als dann auch noch sein englischer Pass unauffindbar ist, fordert John den Chauffeur der hochherrschaftlichen Familie, Gaston, auf, die Polizei zu verständigen, auf dass man sich auf die Suche des verschwundenen Hausherrn begebe. Gaston telefoniert jedoch mit dem Hausarzt der Familie, Dr. Aloin, und der gibt eine angebliche Einladung Jacques’ an den ahnungslosen Briten weiter: Man erwarte John auf dem Château St. Gilles. Gleich nach der Ankunft dort scheint ihm niemand zu glauben, dass er John und nicht Jacques ist. Der Hausarzt konstatiert, der Brite leide offensichtlich unter Schizophrenie. John wird von Jacques’ kleiner Tochter Marie-Noël herzlich begrüßt, die ihn gleichfalls für ihren Vater hält. John ist total verwirrt. Als Marie-Noël verrät, dass ihre bettlägerige Großmutter ihn unbedingt sehen wolle, folgt John ihr auf das Zimmer von Jacques’ Mutter. Die alte Gräfin De Gué hat ihn schon sehnsüchtig erwartet, denn er sollte ihr etwas aus Paris mitbringen. Mit Hilfe einer Dienstmagd des Schlosses durchsucht John Jacques’ Koffer und entdeckt mehrere Geschenke, von denen eines mehrere Phiolen mit Morphium enthält. Das Dienstmädchen bringt diese Ampullen augenblicklich der alten Gräfin.
Beim Spaziergang durch das alte Gemäuer lernt John Jacques’ Frau Françoise und deren Schwester Blanche kennen. Beide wurden von Dr. Aloin über Johns/Jacques’ offensichtlich geistige Verwirrung informiert. Blanche verlässt den Raum schnurstracks, und Françoise wirft ihm vor, grausam zu sein. Verwirrt geht John nach draußen und fragt sich, wie er sich in dieser merkwürdigen Situation weiter verhalten soll. Lediglich die etwas frühreife Marie-Noël, die ein Gespräch mit ihm beginnt, erscheint John hier einigermaßen normal, auch wenn selbst sie nicht erkennt, dass er John und nicht Jacques ist. Da ihm offensichtlich niemand hier zu glauben scheint, beschließt John, erst mal nicht weiter auf seiner britischen Identität zu beharren. Beim Frühstück am kommenden Morgen trifft John Jacques’ Schwager Aristide, der, ebenfalls im Glauben, Jacques vor sich zu haben, diesen nach dem Ausgang der Geschäftsgespräche in Paris ausfragt. Im Laufe von nur wenigen Tagen sind Françoise, Blanche und Marie-Noël verwirrt von dem offensichtlichen Wesenswandel Jacques zum Besseren, da dieser offensichtlich ein ziemliches Ekel sein muss. John beginnt sich in seiner höflichen Art ernsthaft für alle Belange der Familie zu interessieren, auch für die heruntergekommene Glasgießerei. Damit verwirrt er die Familienmitglieder aufs Neue. Marie-Noël erinnert John dann daran, dass er sie zu ihrer wöchentlichen Musikstunde in die nahe gelegene Stadt Villars fahren muss. Der Engländer sinnt noch immer darüber nach, was für ein merkwürdiges Spiel dieser Jacques mit ihm spielt, da wird er beinahe von einem forsch angaloppierenden Pferd niedergetrampelt, auf dem die attraktive Béla reitet. Die junge Dame scheint offensichtlich die Herzdame Jacques’ zu sein. John nimmt Bélas Einladung zum Tee in ihrem kleinen Haus an und genießt ihre Gesellschaft. Zurück auf Schloss St. Gilles geht John Jacques’ Geschäftspapiere durch und findet heraus, dass Jacques die Gießerei seit vierzehn Jahren nicht mehr besucht hat.
Später muss John in der Gießerei erfahren, dass sein französischer Doppelgänger ganz offensichtlich schon seit Jahren die Arbeitsverträge der Belegschaft nicht verlängert hat. John, der mehr und mehr in die Rolle Jacques‘ eintaucht, trifft sich mit der Gräfin, um anschließend zu verkünden, dass er beabsichtigt, die Verträge auf jeden Fall zu verlängern, auch wenn es sich für die gräfliche Familie nicht rechnen sollte und die Gießerei bankrottgehen sollte. Die alte Dame ist überhaupt nicht mit der Entscheidung ihres vermeintlichen Sohnes einverstanden und erinnert an eine Klausel in einem Familienvertrag, die Johns Neugier weckt. In diesem Vertrag wurde bei Jacques’ Eheschließung mit der wohlhabenden Françoise festgelegt, dass im Falle ihres Todes das Vermögen an ihre Tochter bzw. bei Unmündigkeit an deren Vormund gehen würde. Und der wäre im Todesfall Jacques! Françoise geht zu John und sieht ihn in diesem Moment das Vertragswerk lesen. Sie glaubt, er führe Böses im Sinn, und beschwert sich tränenreich, dass er, Jacques, sie nie geliebt habe. John beruhigt Françoise und sagt, dass er bereit sei, diesen Vertragspassus zu ändern. In den kommenden Tagen besucht John, der seine Rolle als Jacques mittlerweile tief verinnerlicht hat, Béla auf seinem nächsten Trip nach Villars erneut. Er will der Frau, an der er Gefallen gefunden hat, nun endlich die ganze Wahrheit sagen. Béla weiß indes längst Bescheid, wie sie zugibt, denn John sei, so Béla, vollkommen anders als sein französisches Spiegelbild.
Wieder zurück auf dem Schloss wird John sehr unruhig, da für den kommenden Tag eine große Treibjagd angesetzt ist. Jacques gilt als meisterlicher Schütze, während John gerade einmal weiß, wo bei einem Gewehr vorn und wo hinten ist. Um seine Teilnahme zu sabotieren, verbrennt sich John in der Gießerei absichtlich seine Hand, mit der er schießen müsste. Rund drei Wochen sind vergangen, da kommt Gaston auf John zu, um diesem eine schriftliche Nachricht Bélas zu überreichen. Als John daraufhin zu Béla fährt, behauptet sie, ihm nichts geschickt zu haben. Dennoch verbringt das junge Glück einen schönen Tag gemeinsam. Als Gaston John nach St. Gilles heimfährt, erwartet sie dort bereits ein Polizeiinspektor und Hausarzt Dr. Aloin. Der informiert John/Jacques, dass Françoise ums Leben gekommen sei, nachdem sie aus dem Fenster im zweiten Stock fiel. Bei der Untersuchung im Schloss am nächsten Tag bezeugt die alte Gräfin, dass sie die letzte Person war, die Françoise lebend sah. Blanche wiederum behauptet steif und fest, dass sie kurz vor Françoises Sturz in den Tod Jacques’ Stimme in ihrem Zimmer gehört habe, und bezichtigt John alias Jacques des Mordes. Gaston widerspricht Blanche mit seiner Aussage, John von und nach Villars gefahren zu haben. Allmählich begreift John, welch böses Spiel Jacques mit ihm treibt und dass er als Sündenbock für die Mordtat des raffgierigen, gräflichen Spitzbuben herhalten soll. Jacques hat die gesamte Charade von langer Hand geplant, um seine ungeliebte Gattin loszuwerden und selbst dafür nicht belangt zu werden. John erhält etwas später von dem Grafen einen Anruf, der sich mit ihm in der Gießerei treffen möchte. John geht tatsächlich dorthin und klagt Jacques des Mordes an seiner Frau an. Er werde die ihm aufgezwungene Maskerade nicht aufgeben, weil er glaubt, der Familie de Gué helfen zu können. Jacques zückt eine Waffe und fordert John auf, sofort das Anwesen und die Gegend zu verlassen. Doch auch John kam nicht unbewaffnet hierher und tötet in einem Schusswechsel sein verbrecherisches Ebenbild. Am nächsten Morgen geht John zu Béla und macht ihr klar, dass sie beide zusammengehören.

## Produktionsnotizen
Der Sündenbock entstand zwischen Mitte Juni und Anfang August 1958 in den Metro-Goldwyn-Mayer Studios im englischen Boreham Wood, Elstree und wurde im August 1959 in England uraufgeführt. Am 6. August 1959 folgte die US-amerikanische Premiere des Films in New York. Die deutsche Premiere fand am 8. Januar 1960 statt. Deutsche Fernsehpremiere war am Abend des 5. Juli 1971 im ZDF.
Dennis Van Thal übernahm die Produktionsleitung. Elliot Scott und Alan Withy gestalteten die Filmbauten, Olga Lehmann die Kostüme. Tom Pevsner war Regieassistent.

## Wissenswertes
Ursprünglich war geplant gewesen, Cary Grant die Doppelrolle spielen zu lassen, doch Daphne du Maurier soll auf Guinness bestanden haben.

## Synchronisation
| Rolle                        | Darsteller    | Synchronsprecher      |
| ---------------------------- | ------------- | --------------------- |
| John Barratt, Jacques De Gué | Alec Guinness | Harry Meyen           |
| Gräfin De Gué                | Bette Davis   | Tina Eilers           |
| Béla                         | Nicole Maurey | Eva Katharina Schultz |
| Françoise                    | Irene Worth   | Edith Schneider       |
| Gaston                       | Geoffrey Keen | Peter Schiff          |
| Dr. Aloin                    | Noel Howlett  | Alfred Balthoff       |
| Aristide                     | Peter Bull    | Horst Niendorf        |
| Polizeiinspektor             | Alan Webb     | Kurt Waitzmann        |

## Kritiken
Das Lexikon des Internationalen Films urteilt: „Kühl inszenierte Kriminalgeschichte, die die Möglichkeiten zur Vertiefung nicht nutzt. Spannend, aber reichlich konstruiert; von Alec Guinness in der Doppelrolle hervorragend gespielt.“
Der Movie & Video Guide konstatierte: „Respektable Schauspielkunst rettet ein verschwommenes Drehbuch“.
Halliwell’s Film Guide sah hier „eine enttäuschende Umsetzung einer guten Geschichte, mit klarem Nachweis häufigen Neuschnitts und einem besonders lustlosen Mittelteil“.
Die Zeitschrift Cinema verortete eine „Gut gespielte, aber etwas wirre Daphne-du-Maurier-Verfilmung“.